# Enoplognatha latimana
Enoplognatha latimana là một loài nhện trong họ Theridiidae. Những con cái dài 4–6 mm, con đực là 3–5 mm. Loài nhện này thường không có dấu đỏ và ít hoặc không có đốm đen. 